# Piotr Szymanowski (generał)
Piotr Szymanowski (ur. 20 lipca?/1 sierpnia 1858 w Witebsku, zm. 17 listopada 1926 w Warszawie) – generał major kawalerii Armii Imperium Rosyjskiego i tytularny generał dywizji Wojska Polskiego.

## Życiorys
Wychowanek Korpusu Kadetów w Orle i Nikołajewskiej Szkoły Kawalerii w Petersburgu. Od 1878 oficer zawodowy rosyjskiej kawalerii. Służył głównie na terenach Królestwa Polskiego. Pułkownik z 1907 i dowódca Izumskiego pułku huzarów. W 1910 przeniesiony na emeryturę z awansem na stopień generała. 
Reaktywowany wraz z wybuchem I wojny światowej. Zaangażował się w organizowanie ochotniczych jednostek polskich przy armii rosyjskiej jako przeciwwagi Legionów Polskich przy armii austro-węgierskiej. Był skarbnikiem Komitetu Organizacyjnego Legionów Polskich, formowanych u boku wojsk rosyjskich w 1915 roku. W 1915 organizował Legion Puławski, potem był kierownikiem biura werbunkowego dla Polaków w Rosji, a od lipca 1915 do kwietnia 1916 dowódcą Brygady Strzelców Polskich w Rosji.

## Służba w Wojsku Polskim
W Wojsku Polskim od grudnia 1918. Od grudnia 1918 do marca 1921 był komendantem Stacji Zbornych dla oficerów. Z dniem 1 kwietnia 1921 przeniesiony został w stan spoczynku, w stopniu generała podporucznika. 26 października 1923 zweryfikowany jako tytularny generał dywizji. Osiadł w Warszawie, gdzie zmarł. Został pochowany na cmentarzu Powązkowskim w Warszawie (kwatera 221-1-9).